# غمار
الغمّار (الاسم العلمي: Gammarus) هو جنس من المفصليات يتبع فصيلة الغمارية من الرتبة المزدوجات الأرجل.
هو نوع من القشريات ورتبة مزدوجات الأرجل، ومعظمهم يعيشون في البحر أو في مصبات الأنهار، والبعض الآخر في المياه العذبة والنظيفة. أنها محمية من قبل هيكل خارجي من الكيتين. وملحومة رؤوسهم بعيون متطورة متوسطة لأول شريحة بالصدر. والشريحتين الأخرين من شرائح البطن متطورة وتشكل حقيبة حاضنة في الأنثى.